# Sarralbe
Sarralbe (fràncic lorenès Alwe) és un municipi francès situat al departament del Mosel·la i a la regió del Gran Est. L'any 2007 tenia 4.613 habitants.

## Demografia

### Població
El 2007 la població de fet de Sarralbe era de 4.613 persones. Hi havia 1.871 famílies, de les quals 559 eren unipersonals (254 homes vivint sols i 305 dones vivint soles), 596 parelles sense fills, 591 parelles amb fills i 125 famílies monoparentals amb fills.
La població ha evolucionat segons el següent gràfic:
Habitants censats

### Habitatges
El 2007 hi havia 2.115 habitatges, 1.905 eren l'habitatge principal de la família, 23 eren segones residències i 186 estaven desocupats. 1.368 eren cases i 721 eren apartaments. Dels 1.905 habitatges principals, 1.198 estaven ocupats pels seus propietaris, 640 estaven llogats i ocupats pels llogaters i 67 estaven cedits a títol gratuït; 23 tenien una cambra, 128 en tenien dues, 366 en tenien tres, 440 en tenien quatre i 948 en tenien cinc o més. 1.434 habitatges disposaven pel capbaix d'una plaça de pàrquing. A 907 habitatges hi havia un automòbil i a 721 n'hi havia dos o més.

### Piràmide de població
La piràmide de població per edats i sexe el 2009 era:
| Homes | Edats   | Dones |
| ----- | ------- | ----- |
| 0     | 95 o +  | 4     |
| 4     | 90 a 94 | 32    |
| 16    | 85 a 89 | 48    |
| 52    | 80 a 84 | 60    |
| 56    | 75 a 79 | 140   |
| 92    | 70 a 74 | 76    |
| 80    | 65 a 69 | 136   |
| 80    | 60 a 64 | 104   |
| 136   | 55 a 59 | 96    |
| 148   | 50 a 54 | 152   |
| 160   | 45 a 49 | 148   |
| 152   | 40 a 44 | 168   |
| 168   | 35 a 39 | 176   |
| 152   | 30 a 34 | 172   |
| 168   | 25 a 29 | 180   |
| 92    | 20 a 24 | 148   |
| 132   | 15 a 19 | 168   |
| 156   | 10 a 14 | 144   |
| 140   | 5 a 9   | 144   |
| 140   | 0 a 4   | 128   |

## Economia
El 2007 la població en edat de treballar era de 2.918 persones, 2.081 eren actives i 837 eren inactives. De les 2.081 persones actives 1.801 estaven ocupades (1.051 homes i 750 dones) i 280 estaven aturades (118 homes i 162 dones). De les 837 persones inactives 202 estaven jubilades, 215 estaven estudiant i 420 estaven classificades com a «altres inactius».

### Ingressos
El 2009 a Sarralbe hi havia 1.866 unitats fiscals que integraven 4.496,5 persones, la mediana anual d'ingressos fiscals per persona era de 16.695 €.

### Activitats econòmiques
Dels 276 establiments que hi havia el 2007, 2 eren d'empreses extractives, 6 d'empreses alimentàries, 3 d'empreses de fabricació de material elèctric, 25 d'empreses de fabricació d'altres productes industrials, 42 d'empreses de construcció, 63 d'empreses de comerç i reparació d'automòbils, 9 d'empreses de transport, 18 d'empreses d'hostatgeria i restauració, 2 d'empreses d'informació i comunicació, 13 d'empreses financeres, 18 d'empreses immobiliàries, 17 d'empreses de serveis, 36 d'entitats de l'administració pública i 22 d'empreses classificades com a «altres activitats de serveis».
Dels 83 establiments de servei als particulars que hi havia el 2009, 1 era una oficina d'administració d'Hisenda pública, 1 gendarmeria, 1 oficina de correu, 5 oficines bancàries, 3 funeràries, 7 tallers de reparació d'automòbils i de material agrícola, 1 taller d'inspecció tècnica de vehicles, 2 autoescoles, 5 paletes, 7 guixaires pintors, 7 fusteries, 8 lampisteries, 4 electricistes, 1 empresa de construcció, 9 perruqueries, 1 veterinari, 10 restaurants, 5 agències immobiliàries, 2 tintoreries i 3 salons de bellesa.
Dels 22 establiments comercials que hi havia el 2009, 1 era, 2 supermercats, 1 una gran superfície de material de bricolatge, 5 fleques, 1 una fleca, 1 una llibreria, 2 botigues d'equipament de la llar, 2 sabateries, 1 una sabateria, 2 botigues de mobles, 1 una botiga de material de revestiment de parets i terra, 1 una perfumeria i 2 floristeries.
L'any 2000 a Sarralbe hi havia 15 explotacions agrícoles que ocupaven un total de 1.053 hectàrees.

## Equipaments sanitaris i escolars
El 2009 hi havia 1 hospital de tractaments de curta durada, 1 hospital de tractaments de mitja durada (seguiment i rehabilitació, 1 un hospital de tractaments de llarga durada, 2 farmàcies i 1 ambulància.
El 2009 hi havia 3 escoles maternals i 2 escoles elementals. A Sarralbe hi havia 1 col·legi d'educació secundària i 1 liceu tecnològic. Als col·legis d'educació secundària hi havia 475 alumnes i als liceus tecnològics 57.

## Poblacions més properes
El següent diagrama mostra les poblacions més properes.